# Ängel på prov
Ängel på prov (engelska: The Bishop's Wife) är en amerikansk romantisk komedifilm i regi av Henry Koster. 
Filmen är baserad på Robert Nathans roman från 1928. Handlingen rör en ängel som hjälper en biskop med dennes problem. I huvudrollerna ses Cary Grant, Loretta Young och David Niven. Filmen hade biopremiär i USA den 9 december 1947. En nyinspelning gjordes 1996.

## Handling
Biskopen Henry Brougham (David Niven) försöker samla in pengar till att bygga en storslagen katedral. Men ju mer han går in för arbetet, desto mer förlorar han kontakten med sin familj (i synnerhet sin fru, Julia (Loretta Young)) och sina vänner. In träder nu ängeln Dudley (Cary Grant). Dudley är förstås en hjälpsam ängel, men han hjälper inte alltid på det sätt folk skulle vilja att de blev hjälpta. Dudley blir älskad av alla, förutom Henry, som blir alltmer misstänksam mot den "hjälpsamme" främlingen.

## Rollista i urval
- Cary Grant – Dudley
- Loretta Young – Julia Brougham
- David Niven – biskop Henry Brougham
- Monty Woolley – professor Wutheridge
- James Gleason – Sylvester, en sympatisk taxichaufför
- Gladys Cooper – Mrs. Agnes Hamilton
- Elsa Lanchester – Matilda, familjen Broughams hushållerska
- Sara Haden – Mildred Cassaway, biskopens sekreterare
- Karolyn Grimes – Debby Brougham, Broughams dotter
- Tito Vuolo – Maggenti
- Regis Toomey – pastor Miller
- Sarah Edwards – Mrs. Duffy
- Margaret McWade – Miss Trumbull
- Anne O'Neal – Mrs. Ward
- Ben Erway – Mr. Perry
- Eugene Borden – Michel